# Đới Tương Long
Đới Tương Long (giản thể: 戴相龙; phồn thể: 戴相龍; bính âm: Dài Xiànglóng; sinh 1 tháng 10 năm 1944) là một chính khách của Cộng hòa Nhân dân Trung Hoa. Ông là cựu thống đốc Ngân hàng Nhân dân Trung Quốc, và là cựu thị trưởng Thiên Tân. Ông hiện là Chủ tịch và lãnh đạo Đảng, Trưởng ban của Hội đồng Quốc gia về Quỹ An sinh Xã hội.

## Tiểu sử
Đới Tương Long sinh ra ở Nghi Chinh, tỉnh Giang Tô, tốt nghiệp khoa kế toán của Viện Tài chính và Kinh tế Trung ương (nay là Đại học Tài chính và Kinh tế Trung ương), chuyên ngành kế toán tài chính. Ông gia nhập Đảng Cộng sản Trung Quốc tháng 5 năm 1973.
Sau khi tốt nghiệp, ông làm kế toán tại văn phòng tài chính của mỏ than Khuê Sơn ở Vân Nam, một quan chức trong văn phòng tuyên truyền, phó bí thư ủy ban Đảng Cộng sản tại khu công nghiệp thứ hai, và một viên chức tại phòng chính trị của Cục Công nghiệp Than ở Vân Nam. Sau đó, ông chuyển tới Giang Tô và trở thành một viên chức của Ngân hàng Nông nghiệp Trung Quốc chi nhánh Giang Tô, phó giám đốc văn phòng ngân sách, phó thị trưởng huyện Phong của Giang Tô, và phó thống đốc Ngân hàng Nông nghiệp Chi nhánh Giang Tô Trung Quốc. Từ năm 1985 đến năm 1995, ông là Phó Thống đốc Ngân hàng Nông nghiệp Trung Quốc, Tổng giám đốc, Phó Chủ tịch và lãnh đạo Đảng CPC của Ngân hàng Giao thông, Phó Thống đốc và Phó lãnh đạo Đảng Ngân hàng Nhân dân Trung Quốc.
Ông được bổ nhiệm làm thống đốc và lãnh đạo đảng CPC của Ngân hàng Nhân dân Trung Quốc vào tháng 6 năm 1995. Kể từ đó, ông đã trở nên nổi tiếng. Vào tháng 6 năm 2001, ông được bổ nhiệm làm phó bí thư Ủy ban Tài chính Trung ương. Trong nhiệm kỳ là thống đốc Ngân hàng Trung ương của Trung Quốc, ông chủ trì 9 lần cắt giảm lãi suất liên tiếp, giúp ông được gán biệt danh của "thống đốc làm giảm lãi suất".
Vào tháng 12 năm 2002, ông được bổ nhiệm làm phó Bí thư Thành ủy Thiên Tân, và phó thị trưởng và là quyền thị trưởng của Thiên Tân. Ông được xác nhận là thị trưởng vào tháng 1 năm 2003. Ngày 28 tháng 12 năm 2007, ông từ chức thị trưởng thành phố Thiên Tân, và phó thị trưởng Hoàng Hưng Quốc đã kế nhiệm ông. Bí thư Thành ủy Thiên Tân, Trương Cao Lệ, nhận xét về Đới Tương Long, "Đới Tương Long đã rất tận tâm giúp Thiên Tân phát triển nhanh chóng. Ông có niềm đam mê lớn đối với các quan chức và nhân dân Thiên Tân. Người dân Thiên Tân sẽ không quên những đóng góp của ông...".
Vào ngày 30 tháng 1 năm 2008, Quốc vụ viện đã bổ nhiệm ông làm chủ tịch và lãnh đạo đảng của Hội đồng Quốc gia về Quỹ An sinh Xã hội, phụ trách quỹ quốc gia trị giá 740 tỷ nhân dân tệ.
Ông là một nhà kinh tế cấp cao và là một nghiên cứu viên. Ông là ủy viên dự khuyết của Ủy ban Trung ương Đảng Cộng sản Trung Quốc khóa XIV của Đảng Cộng sản Trung Quốc, và là ủy viên chính thức của Ủy ban Trung ương Đảng Cộng sản Trung Quốc các khóa XV, XVI và XVII.